# Carmen Amariei
Carmen Amariei Lungu, née le 3 septembre 1978 à Cluj-Napoca, est une handballeuse internationale roumaine.

## Biographie
En 1997, elle quitte son club formateur, l'Universitatea Cluj pour l'Oltchim Râmnicu Vâlcea avec lequel elle remporte trois Championnat de Roumanie, terminant meilleure buteuse du Championnat avec 178 buts en 2000.
Cest bonnes performances la conduise à être retenue en équipe nationale de Roumanie et Amariei termine d'ailleurs meilleure buteuse du Championnat du monde 1999 avec 67 buts.
Blessée au début des Jeux olympiques de Sydney, elle est opérée le 25 octobre dernier et n'est alors plus payée par son club. Disposant d'une clause libératoire dans son contrat, elle signe alors en décembre 2000 à l'ES Besançon pour pallier la blessure de Sandrine Delerce.
Ses trois saisons et demie à l'E.S. Besançon, coïncident avec les meilleures performances du club avec la coupe des Coupes en 2003, deux titres de championne de France (et 2 fois vice-championne), trois coupes de France et deux coupes de la Ligue.
Elle a ensuite rejoint le Danemark en 2004 pour le Randers HK puis la « dream-team » du Slagelse DT avec laquelle elle remporte la Ligue des champions à deux reprises en 2005 et 2007.

## Palmarès

### En club
Compétitions internationales
- Ligue des champions (C1) (2) : 2005 et 2007 (avec Slagelse DT)
- Coupe des vainqueurs de coupe (C2) (1) : 2003 (avec ES Besançon)

Compétitions nationales
- Vainqueur du Championnat de Roumanie (3) : 1998, 1999, 2000
- Vainqueur de la Coupe de Roumanie (2) : 1998, 1999
- Championnat de France
  - Vainqueur (2) : 2001, 2003
  - Deuxième en 2002, 2004
- Vainqueur de la Coupe de France (3) : 2001, 2002 et 2003
- Vainqueur de la Coupe de la Ligue (2) : 2003, 2004
- Vainqueur du Championnat du Danemark (2) : 2005, 2007
- Vainqueur de la Coupe du Danemark (1) : 2010

### En équipe nationale
Jeux olympiques
- 7e place aux Jeux olympiques de 2008 à Pékin

championnats du monde
- 4e place au championnat du monde 1999
- 17e place au championnat du monde 2001
- 10e place au championnat du monde 2003
- 8e place au championnat du monde 2009
- 13e place au championnat du monde 2011

championnats d'Europe
- 11e place au championnat d'Europe 1998
- 7e place au championnat d'Europe 2002
- 7e place au championnat d'Europe 2004
- 5e place au championnat d'Europe 2008

Autres
- vainqueur du championnat du monde junior en 1995
- troisième du championnat du monde junior en 1997

### Distinctions individuelles
- meilleure buteuse (67 buts) au Championnat du monde 1999
- meilleure buteuse (178 buts) du Championnat de Roumanie en 2000
- élue meilleure arrière droite du championnat du Danemark en 2006[6]